# Güby
Güby település Németországban, Schleswig-Holstein tartományban. Lakosainak száma 767 fő (2023. december 31.). Güby Hummelfeld és Brekendorf községekkel határos.

## Népesség
A település népességének változása:
| Lakosok száma | 684  | 711  | 738  | 748  | 759  | 767  |
|               | 1975 | 2017 | 2019 | 2021 | 2022 | 2023 |